# 인도네시아무덤박쥐
인도네시아무덤박쥐(Taphozous achates)는 대꼬리박쥐과에 속하는 박쥐의 일종이다. 인도네시아에서 발견된다.

## 특징
보통 크기의 박쥐로 몸통 길이가 74~78.5mm이고 전완장이 59.6~63.7mm, 꼬리 길이가 25.3~27.5mm이다. 귀 길이는 19.1~20.7mm이고 몸무게는 최대 23.5g이다. 털이 짧다. 몸의 털은 흰 바탕에 짙은 갈색을 띤다. 머리는 비교적 편평하고 삼각형 모양이며 주둥이는 원뿔형으로 두 눈 사이가 움푹 들어가 있다,

## 생태
엷은황갈색잎코박쥐, 작은아시아대꼬리박쥐, 작은긴날개박쥐, 케이윗수염박쥐, 넓은귀관박쥐 종과 함께 동굴 속에 은신한다. 먹이는 곤충이다.

## 분포 및 서식지
소순다 열도와 말루쿠 제도에 널리 분포한다. 티모르섬에서도 서식하는 것으로 추정된다. 해발 최대 1,000m 이하의 해안가와 저지대 지역에석 서식한다.

## 아종
2종의 아종이 알려져 있다.
- T. a. achates - 누사 페니다, 사부, 로테섬, 세마우, 웨타르, 키사르, 바바르
- T. a. minor (Kitchener, 1995) - 카이 제도, 타님바르 제도, 얌데나